# Nick MacKenzie
Nick MacKenzie, geboren als Nick van den Broeke (Bandung, 2 maart 1950), is een Nederlandse zanger, die vooral onder de vleugels van muziekproducent Jack de Nijs begin jaren zeventig succes kende in Nederland, België en Duitsland.

## Biografie
MacKenzie werd geboren in Bandung. Zijn moeder was Nederlandse en hij nam haar achternaam aan omdat zijn vader, Volendammer en een Nederlandse militair politieman, een al getrouwde man was. Vader speelde gitaar. MacKenzie kwam in 1958 vanuit Indonesië per vliegtuig naar Nederland en maakte bij aankomst op Schiphol meteen kennis met het miezerige weer, iets dat in Indonesië niet voorkomt. Met zijn grootmoeder belandden ze in Driebergen in een pension. Na Driebergen gingen zij naar een pension in Zeist. En uiteindelijk na vijf jaar kwamen zij in Bergen op Zoom terecht waar zij een huis toebedeeld kregen. In Bergen op Zoom maakte Van den Broeke in horecabedrijf "Graaf van Monte Cristo" kennis met Rob de Nijs, MacKenzie in grootspraak: ik word ooit beroemder dan jij.
MacKenzie, de naam werd hem door muziekproducent Jack Jersey (Jack de Nijs) gegeven (van den Broeke bekte niet lekker in de artiestenwereld), begon als drummer en werd gitarist, maar vond zichzelf steeds op de achtergrond terug. Dat vond hij weinig eervol en ging het als zanger proberen.  
MacKenzie speelde bij The Secrets en The Comets. In 1969 trad hij toe tot Road. Deze band kwam in 1971 in contact met Jack Jersey (Jack de Nijs) en er ontstond een bescheiden hitje met de titel Never leave me lonely. Toen de band in 1973 werd opgeheven, ging MacKenzie verder met de Nijs. Van 1973 tot 1975 toerde Nick veelvuldig in Nederland, België en Duitsland met z'n opnieuw opgerichte band Road, ditmaal met Belgische muzikanten uit Antwerpen. Er werden meerdere solosingles uitgebracht, die geschreven en geproduceerd werden door Jack de Nijs, waarvan een aantal grote nationale- en internationale hits werden.
In 1980 ging Nick MacKenzie met Henk van Broekhoven in zee, met als platenlabel Telefunken Decca, waar onder andere de hit Hello, good morning uit voortkwam.
MacKenzie vertelde op 17 maart 2003 in het radioprogramma De Weekendborrel van Jan Paparazzi en Corné Klijn (niet aanwezig) dat hij EMI/Bovema en Duitse tak Elektorola had voorzien van 350 miljoen omzet en in totaal 3500 optredens achter zijn naam heeft staan. Door verkeerde keuzes (of goede die verkeerd uitpakten) raakte het grote geld uit het zicht. Dankzij de levenshouding “morgen is belangrijker dan gisteren” hield hij zichzelf op de been. MacKenzie vertelde tevens dat hij een dochter en pleegzoon heeft en nog steeds per gelegenheid optreedt.

## Discografie

### Albums
| Album met eventuele hitnotering(en) in de Nederlandse Album Top 100 | Datum van verschijnen | Datum van binnenkomst | Hoogste positie | Aantal weken | Opmerkingen   |
| ------------------------------------------------------------------- | --------------------- | --------------------- | --------------- | ------------ | ------------- |
| Nick MacKenzie                                                      | 1975                  | -                     |                 |              |               |
| Nick MacKenzie, Tell the World...                                   | 1975                  | -                     |                 |              |               |
| Hello good morning                                                  | 1980                  | -                     |                 |              |               |
| Blue Bayou                                                          | 1993                  | -                     |                 |              | met Joell     |
| The best and more today                                             | 1995                  | -                     |                 |              | Verzamelalbum |
| Saved by the grace                                                  | 1997                  | -                     |                 |              |               |
| Zijn allergrootste successen                                        | 1998                  | -                     |                 |              | Verzamelalbum |

### Singles
| Single met eventuele hitnotering(en) in de Nederlandse Top 40 | Datum van verschijnen | Datum van binnenkomst | Hoogste positie | Aantal weken | Opmerkingen                              |
| ------------------------------------------------------------- | --------------------- | --------------------- | --------------- | ------------ | ---------------------------------------- |
| One is one                                                    | 1973                  | 30-06-1973            | 2               | 15           | nr. 4 in de Single Top 100               |
| Juanita                                                       | 1973                  | 03-11-1973            | 5               | 13           | nr. 5 in de Single Top 100               |
| Peaches on a tree                                             | 1974                  | 23-02-1974            | 5               | 7            | nr. 5 in de Single Top 100 / Alarmschijf |
| In old Mexico                                                 | 1974                  | 20-07-1974            | 21              | 5            | nr. 19 in de Single Top 100              |
| Hug me                                                        | 1974                  | 09-09-1974            | 19              | 5            | nr. 22 in de Single Top 100              |
| Please let me come on board                                   | 1975                  | 08-03-1975            | tip11           | -            |                                          |
| Tell the world                                                | 1975                  | 23-08-1975            | tip12           | -            |                                          |
| Lovely lady woman                                             | 1976                  | 06-03-1976            | tip11           | -            |                                          |
| Hello, good morning                                           | 1980                  | 11-10-1980            | 34              | 3            | nr. 20 in de Single Top 100              |
| Hello, good morning                                           | 1996                  | 16-03-1996            | tip2            | -            | nr. 35 in de Single Top 100              |
| Ba-ba beach party                                             | 1996                  | 10-06-1996            | tip12           | -            | -                                        |

| Single met hitnotering(en) in de Vlaamse Ultratop 50 | Datum van verschijnen | Datum van binnenkomst | Hoogste positie | Aantal weken | Opmerkingen                   |
| ---------------------------------------------------- | --------------------- | --------------------- | --------------- | ------------ | ----------------------------- |
| One is one                                           |                       | 04-08-1973            | 3               | 13           | - nr. 2 in de Radio 2 Top 30  |
| Juanita                                              |                       | 17-11-1973            | 1               | 15           | - nr. 1 in de Radio 2 Top 30  |
| Peaches on a tree                                    |                       | 02-03-1974            | 6               | 11           | - nr. 4 in de Radio 2 Top 30  |
| In old Mexico                                        |                       | 06-07-1974            | 7               | 10           | - nr. 10 in de Radio 2 Top 30 |
| Hug me                                               |                       | 09-11-1974            | 21              | 3            | - nr. 15 in de Radio 2 Top 30 |
| Please let me come on board                          | 1975                  | -                     |                 |              | nr. 23 in de Radio 2 Top 30   |
| Hello, good morning                                  | 1980                  | -                     |                 |              | nr. 23 in de Radio 2 Top 30   |

### NPO Radio 2 Top 2000
Van Nick MacKenzie stond alleen Hello, good morning in 1999 in de NPO Radio 2 Top 2000, op plek 1944.
- Bibliothèque nationale de France: cb166863588 (data)
- Gemeinsame Normdatei: 134451643
- International Standard Name Identifier: 0000 0004 0868 8778
- Library of Congress Control Number: no2005108964
- MusicBrainz: 11b78e85-c0b0-4eec-8636-ffbf2c5088ca
- Virtual International Authority File: 301697734